# Mykyta Burda
Mykyta Valeriovytch Burda (en ukrainien : Микита Валерійович Бурда) est un footballeur ukrainien né le 24 mars 1995 à Yenakiieve. Il évolue au poste de défenseur central au Zorya Louhansk, en prêt du Dynamo Kiev.

## Biographie
Avec la sélection ukrainienne, il participe au championnat d'Europe des moins de 19 ans 2014 organisé en Hongrie, puis à la Coupe du monde des moins de 20 ans 2015 qui se déroule en Nouvelle-Zélande. Lors du mondial, il joue un match contre le pays organisateur.

## Statistiques
| Saison                | Club                  | Championnat           | Championnat | Championnat | Coupe(s) nationale(s) | Coupe(s) nationale(s) | Compétition(s) continentale(s) | Compétition(s) continentale(s) | Compétition(s) continentale(s) | Total | Total |
| Saison                | Club                  | Division              | M.          | B.          | M.                    | B.                    | Comp.                          | M.                             | B.                             | M.    | B.    |
| 2014-2015             | Dynamo Kiev           | D1                    | 5           | 1           | 3                     | 0                     | C3                             | 6                              | 0                              | 14    | 1     |
| 2015-2016             | Dynamo Kiev           | D1                    | -           | -           | 2                     | 0                     | -                              | -                              | -                              | 2     | 0     |
| 2016-2017             | Dynamo Kiev           | D1                    | 5           | 1           | -                     | -                     | C1                             | 1                              | 0                              | 6     | 1     |
| 2017-2018             | Dynamo Kiev           | D1                    | 12          | 2           | 2                     | 0                     | C3                             | 2                              | 0                              | 16    | 2     |
| 2018-2019             | Dynamo Kiev           | D1                    | 26          | 2           | 3                     | 0                     | C1+C3                          | 4+10                           | 0                              | 43    | 2     |
| 2019-2020             | Dynamo Kiev           | D1                    | 9           | 0           | 1                     | 1                     | C1                             | 2                              | 0                              | 12    | 1     |
| Total sur la carrière | Total sur la carrière | Total sur la carrière | 57          | 6           | 11                    | 1                     | -                              | 25                             | 0                              | 93    | 7     |

## Palmarès
- Champion d'Ukraine en 2015, 2016 et 2021 avec le Dynamo Kiev